# 霍爾木茲海峽
霍爾木茲海峽（羅馬化：Maḍīq Hurmuz，羅馬化：Tangeh-ye Hormoz，发音ⓘ）是連接波斯灣和印度洋的海峽，亦是唯一一個進入波斯湾的水道。海峽的北岸是伊朗，有阿巴斯港。海峽的南岸是阿曼的飞地穆桑代姆省及其北端萨拉马群岛，其南面是阿拉伯联合酋长国。海峽中間偏近伊朗的一邊有一個大島叫做格什姆島，隸屬於伊朗。現時霍爾木茲海峽是全球最繁忙的水道之一。
世界上三分之一的液化天然氣和近20％的全球石油消耗量通過海峽，使其成為國際貿易的重要戰略位置。

## 名字的由來
霍爾木茲海峽這個名字的由來，據說有4個說法：
一说霍爾木茲是波斯語中阿胡拉马兹达的变体，即琐罗亚斯德教的最高神「光明之神」。
1世紀水手指南Erythraean Sea的Periplus中描述了波斯灣的開口，但未給出名稱。

## 地理
為降低碰撞風險，穿越海峽的船舶按方向分離（TSS）：入灣船舶使用一條航道，出灣使用另一條，每條航道寬度為兩英里，航道间被兩英里寬的“中線”隔開。
為了穿越海峽，船隻根據《聯合國海洋法公約》的過境通道規定穿越伊朗和阿曼的領海。儘管並非所有國家都批准了該公約，但包括美國 在內的大多數國家接受了《公約》中已編纂的這些習慣航行規則。
1959年4月，伊朗改變了海峽的法律地位，將其領海擴大到12海裡（22公里），並宣布只承認無害通過新擴張地區的過境。1972年7月，阿曼還通過法令將領海擴大到12海裡（22公里）。因此，到1972年中，霍爾木茲海峽被伊朗和阿曼的合併領海完全“封閉”。在1970年代，伊朗和阿曼都沒有試圖阻止軍艦通過海峽，但是在1980年代，兩國斷言與習慣法（舊）不同的主張。批准《海洋法公約》後1989年8月，阿曼提交了聲明，確認了其1981年的皇家法令，即僅允許無害通過其領海。聲明進一步斷言，外國軍艦必須先獲得許可，才能通過阿曼領海。1982年12月簽署該公約後，伊朗發表了一項聲明，指出“只有《海洋法公約》締約國才有權享受其中所訂立的合同權利”，其中包括“通過國際海峽的過境權”。導航”。1993年5月，伊朗頒布了關於海洋領域的全面法律，其中一些規定與《海洋法公約》的規定相抵觸，其中包括要求軍艦，潛艇和核動力船在無害通過伊朗領水之前必須獲得許可。不承認阿曼和伊朗的任何主張，並且已經對它們中的每一個進行了辯論。

## 歷史
霍爾木茲海峽既然是連接波斯灣和印度洋的唯一水道，故此與古時波斯地區貿易往來起了重要的關係。威尼斯共和国大旅遊家馬可孛羅在其遊記上記載過该地，而在15世紀時鄭和亦曾多次到訪過一個名為“忽魯謨斯”的岛国，而「忽魯謨斯」可能是「霍爾木茲」的古音譯。忽魯謨斯是當時使用波斯語強大的蒙古帖木耳帝國的一部份，當時帖木耳帝國可說是僅次於大明帝國的世界強國，雖然帖木耳帝國鼎盛時期很短，統治波斯只有三十多年的時間。故明朝初年與帖木耳帝國的交往是意義重大的，尤其永樂皇帝北征時。

## 戰略價值
霍爾木茲海峽可以說是中東地區的「油庫總閥門/咽喉」。自從中東地區發現石油後，這裡每天有數以百計的運油船經過，以水路將石油運出中東。每年有7.5億噸以上運往世界各地的中東石油須經過霍爾木茲海峽，佔海灣地區石油總出口量的90%、全球石油產量的五分之一及出口貿易量的三分之一。故此這個海峽的海上安全，對全球經濟的影響和發展極為重要。

## 石油貿易
戰略與國際研究中心 2007年的一份報告還指出，每天有1700萬桶從波斯灣流出，但是流經海峽的石油約佔世界貿易石油總量的40％。
按照2011年美國能源資訊管理局報告，每天平均14艘油輪進出波斯灣，通過海峽攜帶1700萬桶（270萬立方米）原油。據說這佔世界海運石油出口量的35％，佔全球石油交易量的20％。該報告指出，這些原油出口中有85％以上來自亞洲市場，其中日本、印度、韓國和中國是最大的目的地。

## 相關事件

### 兩伊戰爭
兩伊戰爭的油輪戰爭階段始於1984年初伊拉克襲擊伊朗喀爾格島的油碼頭和油輪。當時伊拉克政府襲擊伊朗航運的目的除其他事件外，是挑釁伊朗人。為了採取報復行動，伊朗關閉霍爾木茲海峽，禁止所有海上運輸，從而帶來美國的干預。

### 2008年美国-伊朗海军争端
2007年12月和2008年1月，伊朗快艇和美国军舰在霍尔木兹海峡发生了一系列海军对峙。美国官员指责伊朗骚扰和挑衅他们的海军舰艇，但伊朗官员否认这些指控。五角大楼在该事件中报告说，美国船只几乎向接近的伊朗船只开火。时任美国海军中央司令部司令、海军中将凯文·J·科斯格里夫 (Kevin J Cosgriff) 表示，伊朗“既没有反舰导弹也没有鱼雷”，他“不会将美国第五舰队的姿态描述为害怕这些小船”。

#### 伊朗的应对政策
2008年6月29日，伊朗革命卫队指挥官穆罕默德·阿里·贾法里（Mohammad Ali Jafari）表示，如果以色列或美国攻击伊朗，将封锁霍尔木兹海峡，而这将对石油市场造成严重破坏。此前，伊朗石油部长和其他政府官员发出了更加模糊的威胁，称袭击伊朗将导致世界石油供应动荡。
美国第五舰队司令凯文·科斯格里夫中将（Kevin Cosgriff）警告说，伊朗的这种行动将被视为战争行为，美国不会允许伊朗劫持世界近三分之一的石油供应。
2008年7月8日，伊朗学生通讯社ISNA援引伊朗最高领袖哈梅内伊的中层教士助理阿里·西拉齐（Ali Shirazi）的话说，他告诉革命卫队：，“犹太复国主义政权正在向白宫官员施压，要求他们袭击伊朗。如果他们犯下如此愚蠢的行为，特拉维夫和美国在波斯湾的船只将是伊朗的首要目标，他们将被毁灭。”

#### 美国及其盟友的海军行动
2008年7月的最后一周，在“硫磺行动”中，数十艘美国和外国军舰进行了联合演习以应对伊朗可能在沿海浅水区进行的军事活动。
截至2008年8月11日，据报有40多艘美国和盟国船只在前往霍尔木兹海峡的途中。一个来自日本的美国航母战斗群将补充已经在波斯湾的两个航母战斗群，总共五个战斗群，不包括潜艇。

### 2019年對油輪的襲擊
在2019年6月13日早晨，兩艘過境阿曼灣的油輪在荷姆茲海峽附近遭遇襲擊，而與同年五月共兩次郵輪襲擊，除了造成能源安全疑慮外，也造成政治緊張。國務卿邁克·蓬佩奧發表聲明，指責伊朗發動襲擊事件。伊朗隨後否認了這一指控，稱該事件為假旗襲擊。

### 2019年美國伊朗關係的緊張
油輪事件發生不久後，伊朗軍隊在其荷姆茲甘省上空擊落一架美軍RQ-4全球鹰無人偵察機，痛批美方此舉是「入侵空域」。根據美聯社消息，美國中央司令部發言人海軍上校鄂班（Bill Urban）拒絕評論此事，事後僅提到「沒有無人機飛越伊朗上空」，随后美国军方也证实了伊朗击落了一架全球鹰，紐約時報報導川普總統一度授權打擊伊朗，但在攻擊前夕反悔取消。
2019年7月，一艘在英國國旗下航行的Stena散裝油輪Stena Impero被伊朗部隊登上並「扣船」。據透露，這是為了報復幾天前在直布羅陀開往敘利亞的伊朗油輪格雷斯1號的扣船。同年8月15日，直布罗陀当局决定释放被扣押的伊朗郵輪。美國曾要求他們延長扣押但被英國駁回。

## 伊朗影響力
2002年千禧挑戰賽是美國軍隊在2002年進行的一次重大戰爭遊戲演習。根據《基督教科學箴言報》 2012年的一篇文章，它模擬了伊朗企圖封閉海峽的企圖。假設和結果是有爭議的。

## 替代航線
2012年6月，沙特阿拉伯通過沙特阿拉伯（IPSA）重新開放了伊拉克管道，該管道於2001年從伊拉克收回，並從伊拉克穿越沙特阿拉伯到達紅海港口。它的日運送量為165萬桶。

## 另見
- 阿布穆薩島
- 倫格港
- 霍爾木茲甘省
- 穆桑代姆省
- 2019年5月阿曼灣事件
- 2019年6月阿曼灣油輪遇襲事件

## 註解
1. ↑  Viktor Katona. . Oilprice.com.   [2018-09-11]. （原始内容存档于2018-09-11）.
2. ↑  . U.S. Energy Information Administration. 2012-01-04  [2018-09-11]. （原始内容存档于2018-09-11）.
3. ↑  . Vox. 2019-06-13  [2022-07-29]. （原始内容存档于2020-05-19）.
4. ↑   (PDF). U.S. Energy Information Administration. 2017-07-25  [2019-06-13]. （原始内容 (PDF)存档于2019-05-21）.
5. ↑  U.S. President Ronald Reagan.  (PDF). United States Department of State. 1983-03-10  [2008-01-21]. （原始内容 (PDF)存档于2021-03-25）.
6. 1 2  Alejandra Roman & Administration. . The Encyclopedia of Earth.   [2015-06-02]. （原始内容存档于2016-04-05）.
7. 1 2  Groves, Steven. . The Heritage Foundation. 2011-08-24  [2017-04-09]. （原始内容存档于2021-05-17）.
8. ↑  . Division for Ocean Affairs and the Law of the Sea. UN.   [2019-09-29]. （原始内容存档于2009-04-14）.
9. 1 2  Kirkpatrick, David D.; Pérez-Peña, Richard; Reed, Stanley. . The New York Times. 2019-06-13  [2019-06-14]. ISSN 0362-4331. （原始内容存档于2019-06-14） （美国英语）.
10. ↑  Anthony H. Cordesman.  (PDF). Center for Strategic and International Studies. 2007-03-26  [2019-08-19]. （原始内容存档 (PDF)于2012-03-19）.
11. 1 2  Karsh, Efraim. . Osprey Publishing. 2002-04-25: 1–8, 12–16, 19–82. ISBN 978-1-84176-371-2.
12. ↑  Isenberg, David. . Asia Times Online. 10 January 2008  [8 January 2012]. 原始内容存档于14 May 2008.
13. ↑  . Fox News. 2 July 2008  [2 December 2018]. （原始内容存档于20 October 2012）.
14. ↑  . Yahoo News. 8 July 2008. （原始内容存档于16 July 2008）.
15. ↑  . US Navy. 15 July 2008  [2021-12-31]. （原始内容存档于2008-07-22）.
16. ↑  . Debkafile. 11 August 2008  [2021-12-31]. （原始内容存档于2009-12-01）.
17. ↑  Joshua Berlinger, Mohammed Tawfeeq, Barbara Starr, Shirzad Bozorgmehr and Frederik Pleitgen. . cnn. 2005-04-29  [2019-09-30]. （原始内容存档于2019-06-21） （英语）.
18. ↑  .   [2019-09-30]. （原始内容存档于2020-02-16）.
19. ↑  .   [2019-08-12]. （原始内容存档于2020-12-03）.
20. ↑  .   [2019-09-09]. （原始内容存档于2020-07-14）.

## 外部連結
- "Strait of Hormuz" （页面存档备份，存于） by the Robert Strauss Center: background on political, economic, business, technical, and military issues
- "Strait of Hormuz" （页面存档备份，存于）: links to various resources, including antique maps.
- "Abu Musa Island" （页面存档备份，存于） by the Federation of American Scientists
- 1580-pixel-wide excerpt from "Strait of Hormuz – U.K. Admiralty Chart 2888"
- "How Great a Concern? Iranian Threats to Close the Strait of Hormuz" （页面存档备份，存于）: Briefly describes offense/defense balance in the Strait and links to articles in the journal, International Security; offers a map of the Strait and surrounding region （页面存档备份，存于）
- "Transit Passage Rights in the Strait of Hormuz and Iran’s Threats to Block the Passage of Oil Tankers" （页面存档备份，存于）: The American Society of International Law

影片
- Politics of Strait of Hormuz （页面存档备份，存于）: Press TV (2012)